# El cuaderno de Maya
El cuaderno de Maya es una novela de la escritora chilena Isabel Allende, publicada por Plaza & Janés, Editorial Sudamericana, en junio de 2011. Cuenta las peripecias de una joven perdida en el mundo del alcohol, las drogas y cómo poco a poco se abre paso hacia una nueva vida.
Acerca del libro la autora declaró que "es muy distinto a lo que había estado escribiendo recientemente": la idea de una novela de actualidad y con suspense se la dieron sus nietos, que le propusieron que escribiera algo "que nos interese a nosotros".

## Argumento
El cuaderno de Maya relata la vida de Maya Vidal, una adolescente norteamericana cuya madre la dejó en la casa de sus abuelos cuando era un bebé y no la volvió a ver hasta varios años después, durante los cuales la niña inventó la imagen de su madre llegando a creer que era una princesa. Su padre, Andrés Vidal, tampoco estuvo muy presente y descuidó completamente  a su hija. Su trabajo como piloto en una línea aérea y otros intereses lo mantuvieron muchos años alejado de su hija durante la infancia de esta última; por eso, Maya es criada por sus abuelos. Nidia Vidal, la abuela, es una chilena energética y cariñosa, que le inculco el hábito hacia le lectura y era una obsesionada por la ortografía, la cual se había mudado a Toronto con su hijo Andrés tras la muerte de su primer esposo, Felipe Vidal, durante el Golpe de Estado en Chile de 1973, y más tarde a Berkeley, California, donde transcurrió la infancia de Maya. Su segundo marido, el astrónomo y profesor Paul Ditson II, fue un verdadero abuelo para Maya, que lo llamaba cariñosamente "mi Popo", él le enseñó a bailar y le compró su primer piano, era el sol de Maya.
Cuando su querido abuelo muere de un cáncer fulminante, Maya sufre un durísimo golpe. Empieza a consumir drogas con dos amigas de su escuela. Un lío la lleva a otro y pronto la dulce niña se transforma en una adolescente rebelde aplastada por la presión social, la falta de límites y una capacidad infinita para mentir sin escrúpulos. Su abuela está deprimida por la muerte de su esposo y su padre siempre está trabajando, de modo que nadie se da cuenta del gran cambio producido en Maya. Ella empieza a consumir drogas, a tener relaciones sexuales y a planear negocios ilícitos. No es hasta que sufre un accidente que la abuela advierte los problemas de su nieta.
Así es como Maya termina en un centro de rehabilitación en Oregón. Ahí se queda por un largo periodo en el que experimenta cierta mejoría, haciendo ejercicio y cuidando de algunos animales. Sin embargo, Maya está muy enfadada con su familia por mandarla al centro de rehabilitación, especialmente con su padre, al que siente que no le importa. Pocos días antes de que su reclusión acabe le piden que se quede unos meses más y ella decide escapar para "darle una lección a su padre". Aprovecha una situación de emergencia y corre hasta una carretera donde le pide a un camionero que la lleve. Roy Fedgewick, el conductor, accede, pero acaba violándola. Aun así la lleva a Las Vegas, donde Maya se dispone a llamar a su abuela para pedir que la recoja. Como Nidia Vidal no se encontraba en casa esa noche, Maya pospone la llamada para el día siguiente. Pero esa noche conoce a Brandon Leeman, un narcotraficante que la contrata para hacerle recados. Con Leeman Maya se perderá en un mundo de drogas y negocios ilegales que serán su ruina. 
Seis meses después, Maya acompaña a Leeman a esconder unas bolsas que contienen dinero falsificado y unas valiosas placas que permitirían fabricar más, quedando encargada de transmitir la información de su paradero a Adam Trevor, el hermano del narcotraficante. Pero Leeman es asesinado de improviso por sus socios, que también quieren atrapar a Maya, dado que ella sabe demasiado. Ella logra huir gracias a la ayuda de un niño adicto llamado Freddy, pero se convierte en una mendiga lamentable que consumirá todo tipo de drogas por la adicción tan terrible que ha desarrollado.
Afortunadamente Maya es salvada por un grupo de mujeres que la cuidarán durante el proceso de desintoxicación y una breve rehabilitación y llamarán a su abuela después. Así, la chica deja de consumir drogas y confiesa a su abuela lo ocurrido en ese tiempo. Nidia Vidal hace que su nieta la lleve al lugar donde están escondidas las bolsas de Adam Trevor, quema el dinero y se guarda ella las placas.
Maya pasa un tiempo en un costoso centro de rehabilitación, pero luego su abuela decide mandarla a Chiloé, una pequeña isla chilena donde la muchacha podrá esconderse de sus peligrosos perseguidores: los dos socios de Brandon Leeman, que todavía quieren matarla, y el oficial Arana, un policía corrupto que desea conseguir las placas para falsificar dinero.
En Chiloé, la vida de Maya cambia completamente. Es un lugar tranquilo pero, para su sorpresa, le gusta. Se aloja en casa de Manuel Arias, un viejo amigo de su abuela que estuvo preso durante la dictadura de Augusto Pinochet, trauma que no ha superado completamente, pues suele sufrir claustrofobia y terribles pesadillas. Maya se gana el cariño de la mayoría de los habitantes, que la llaman "la gringuita", empieza a trabajar ayudando en la escuela y entrenando al equipo de fútbol infantil... La muchacha llega a querer verdaderamente a Manuel y desea averiguar más sobre su pasado para poder ayudarle; es así como se entera de las espantosas torturas a las que fue sometido junto con Felipe Vidal, el primer marido de su abuela. Descubre además que Manuel es su abuelo biológico, pues fue amante de su abuela y es el padre de Andrés Vidal. 
Los nuevos conocimientos de Maya sobre el pasado de Manuel le permiten ayudarle a superar sus traumas. Además, su vida en la isla se vuelve más interesante cuando conoce a Daniel, un mochilero de Seattle que viene a Chiloé a hacer turismo. De él se enamora Maya por primera vez y empiezan una relación, pero luego él regresa a su ciudad y, a pesar de que intentan mantener el contacto a través de correos electrónicos, acaban rompiendo. Esto hace que Maya se desespere, tenga un ataque de histeria y se emborrache por primera vez tras meses de abstención, pero Manuel logra hacerla recuperar la razón y poco a poco la chica se va consolando. 
Es entonces cuando llega a Chiloé el oficial Arana, que ha dado con la pista de Maya gracias a unas fotos que Daniel publicó en la Red. Aborda a Maya cuando esta se encuentra sola en lo alto de un acantilado y le exige que le entregue las placas. Cuando ella le explica que no las tiene, Arana la golpea y la deja sin consciencia. Al despertar en el hospital, Maya se entera de que dos niños del pueblo la encontraron a ella y al oficial Arana al pie del acantilado, ella inconsciente y él muerto. La historia oficial es que Arana, "un turista", tropezó y Maya, al intentar sujetarle, cayó también. La joven sospecha que fueron los niños los que empujaron al policía al ver que la atacaba, pero no intenta averiguarlo para no meterles en líos.